# Antônio de Albuquerque Maranhão
Antônio de Albuquerque Maranhão (Pernambuco, 1590-1667), foi um fidalgo, militar e administrador colonial português.
Foi governador colonial da capitania do Maranhão, após a morte de seu pai, além governador colonial da capitania da Paraíba, nomeado para o cargo em 1622.Antônio de Albuquerque era neto de Jerônimo de Albuquerque, o "Adão Pernambucano", que chegou ao Brasil na expedição de Duarte Coelho. 

## Biografia
Nascido em Pernambuco, era filho de Jerônimo de Albuquerque Maranhão e Catarina Feijó Guardes, sendo irmão de Jerônimo e Matias de Albuquerque Maranhão. Era membro de uma das principais famílias do Brasil colonial, fundada por seu avô Jerônimo de Albuquerque e sua tia-avó Brites de Albuquerque. Por meio de sua avó paterna, Muira Ibi, era descendente do povo Tabajara, que habitava aquelas regiões.
Em 1614, durante a conquista da capitania do Maranhão, Antônio de Albuquerque Maranhão foi eleito, pelo Governador Geral do Brasil, Gaspar de Souza, cabo de uma das quatro companhias de 60 homens enviadas de Pernambuco, em dois caravelões, para encontrarem-se, no forte do Rio Grande, com as tropas reunidas por seu pai, Jerônimo de Albuquerque Maranhão, na Paraíba, e dali partirem para reforçar as tropas que se encontravam no Forte de Nossa Senhora do Rosário, atual Jericoacoara (Ceará). Lutou contra as tropas do francês La Ravardière , na conquista do Maranhão, em 19 de novembro de 1614, sendo ferido em batalha. Após a morte de seu pai, Jerônimo de Albuquerque Maranhão, em fevereiro de 1618, assumiu o governo da capitania do Maranhão por 14 meses, partindo então para Portugal.

Em 1631, o Governador e Capitão-Mor da Paraíba, Antônio de Albuquerque Maranhão, preocupado com a defesa na barra do rio Paraíba, mandou construir na margem oposta, ao Cabedelo, no atual distrito de Costinha, em Lucena, o Forte de São Sebastião. Mandou também reforçar o fortim da ilha da Restinga, para assim formar um triângulo defensivo. No dia 2 de dezembro de 1631, uma frota holandesa de 16 naus, capitaneadas pelo tenente-coronel Stein-Callefels, com 1600 homens comandados pelo major Hugo-Wirich, saiu de Recife rumo a Paraíba, desembarcando no Cabo Branco no dia 05 de dezembro. Antônio Albuquerque, prevendo que o desembarque pudesse ocorrer na praia de Cabo Branco, havia montado uma linha defensiva no local que tentou impedir que o inimigo desembarcasse, porém, sofrendo grandes perdas, recuou até o forte de Cabedelo permitindo assim que os holandeses ali se instalassem. Após 6 dias de combates intensos tentando conquistar o forte e os portugueses a defendê-lo, o exército holandes constatou que não possuia homens suficientes para a empreita e retirou-se, na madrugada do dia 12 de dezembro de 1631. No início de 1634, os holandeses preocupados com a chegada do inverno, quando os ventos mudavam e dificultavam a vinda de reforços da Europa, resolveram atacar a cidade de Filipéia, na Paraíba, por pensarem ser este o local mais fácil de conquistarem com as forças que dispunham. Em 24 de fevereiro, 21 navios, levando 1500 homens, partiram de Recife para a Paraíba, repartidos em 2 divisões. A primeira divisão tinha como missão invadir o rio Paraíba e assumir o controle do fortim da ilha da Restinga, para bloquear a passagem do rio. A segunda divisão, da qual a primeira dependia, tinha como missão conquistar o Forte Santo Antônio, impedindo que este atacasse a primeira divisão. No dia 27, a primeira divisão aportou em frente a foz do rio Paraíba, enquanto a segunda se dirigiu para Lucena para desembarcar suas companhias. Em terra, 150 homens comandados pelo coronel Sigismund von Schkopp avançaram pela trilha estreita que dava no forte, único caminho possível já que era cercada pelo mangue de um lado e pelo mar do outro. Porém ao se aproximarem, seus batedores avistaram uma trincheira com paliçada bloqueando a estrada, mas, mesmo assim, Schkopp resolveu avançar aproveitando a noite. Tendo avistado os holandeses, a companhia do capitão Domingos de Almeida e a tropa indígena de Simão Soares, começaram a atirar e lançar flechas fazendo-os recuarem. Os holandeses voltaram pouco depois, munidos de machados e enxadas para destroçar a paliçada, porém foram novamente rechaçados. Na madrugada do dia 28, houve mais uma tentativa infrutífera, então Schkopp resolveu se entrincheirar e aguardar a vinda de reforços, porém Antônio de Albuquerque enviou tropas de Cabedelo para reforçar a defesa da paliçada e, ainda, enviou 500 homens, dentre os quais 200 indígenas, em barcas pelos manguezais, que atacaram os holandeses pela retarguada. Perdendo muitos homens, os holandeses tiveram que fugir às pressas. 

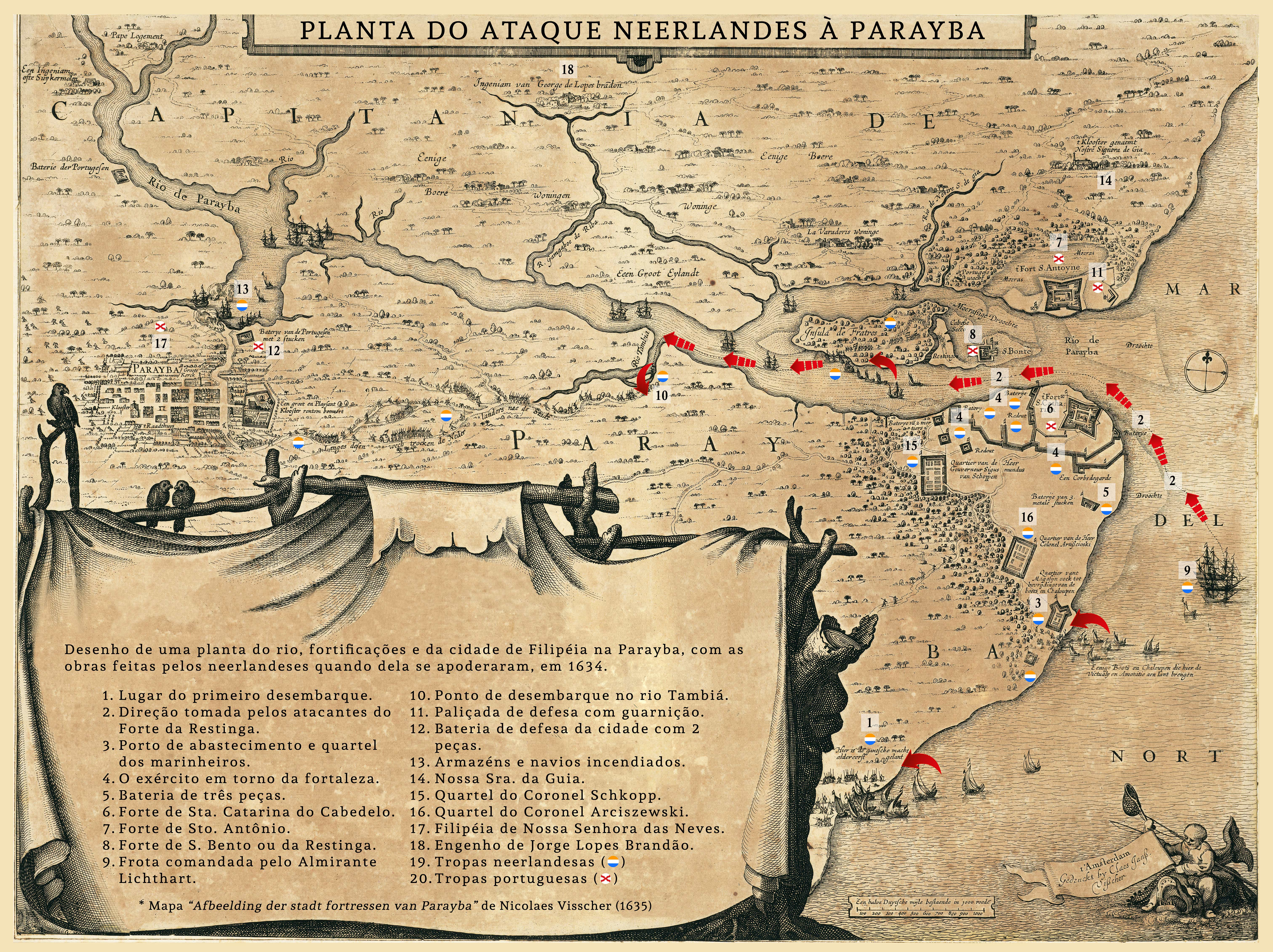
Mapa da conquista da Paraíba

Com reforços vindos da Europa, sob o comando do coronel Crestofle Arciszewski, mais as tropas sob o comando do coronel Schkopp, os holandeses dispunham de 2.534 soldados para conquistar a Paraíba. No dia 25 de novembro de 1634, a frota de ataque holandesa, composta de 29 navios, capitaneada pelo experiente Almirante Lichthart, partiu de Recife rumo a Paraíba, chegando a costa do Cabo Branco dia 4 de dezembro. Utilizando os iates e chalupas, desembarcaram parte de suas tropas na enseada do Jaguaribe, distante de Cabedelo. Três navios prosseguiram em frente com ordens de ancorar na ponta de Lucena. Recebendo a notícia que os holandeses estavam desembarcando na enseada, Antônio Albuquerque reuniu-se com as companhias dos capitães D. Gaspar de Valcaçar e Domingos de Arriaga e marchou para lá. Como era uma caminhada de quase dez quilômetros, quando chegaram, os holandeses já haviam desembarcado 600 homens que foram posicionados em três fileiras voltadas, uma para o mar, uma para a floresta e a outra para o caminho a frente, por onde vinha Albuquerque, com um canhão cada. O combate se desenrolou na enseada do Jaguaribe, porém vendo-se em desvantagem, Antônio de Albuquerque ordenou a retirada, mas durante a fuga alguns soldados foram capturados pelos holandeses e, um, em troca de sua liberdade, lhes informou sobre um caminho que levava ao Forte Cabedelo. No dia 5, os coronéis Schkopp, com 3 companhias, e Arciszewski, com duas, levando consigo, cada um, um canhão de bronze, avançaram pela praia rumo ao forte. A preocupação dos holandeses dessa vez, não era atacar, mas estabelecer seus acampamentos. O capitão Kaspar van der Ley foi destacado para seguir o caminho indicado pelo prisioneiro levando consigo 3 companhias, enquanto que o restante seguiu pelo rio até o forte. Ley encontrou um local ideal, "a um tiro de arcabuz" do forte e, ainda, protegido por uma colina. No dia 6, os holandeses estavam com três acampamentos prontos com suas baterias instaladas. No dia 9, de madrugada, 7 iates e 7 botes, com 400 soldados comandados pelo almirante Lichtart, tomaram de assalto o forte da Restinga, causando um dano irreparável a defesa da Paraíba. Os holandeses passaram a usar a bateria da Restinga contra os portugueses dificultando o remanejamento de tropas e o envio de suprimento entre os fortes de Cabedelo e Santo Antônio. Nos dias que se sucederam, as forças holandesas bombardearam o forte de Cabedelo constantemente, atingindo, por vezes, a sua parte interna. No dia 18, enquanto o Governador Antônio Albuquerque ainda planejava com o Conde de Bagnuolo e o capitão La Riba Aguero a melhor maneira de enviar reforços ao Cabedelo, sem que houvessem muitas baixas, os capitães do forte, Gregório Guedes Souto Maior e D. Gaspar de Valcaçar se renderam aos holandeses. Antônio Albuquerque, que estava no forte Santo Antônio, ao saber da perda, foi refugiar-se na ermida de Nossa Senhora da Guia (atual Igreja de Nossa Senhora da Guia). Dia 22, os holandeses começaram a tocar os tambores de rendição nas cercanias do forte Sto. Antônio. Os capitães Valcaçar, Munoz e Palomo, que haviam chegado com reforços, viram que o forte não tinha condições de resistir e se renderam, após negociações, na manhã do dia 23. Ao saber da rendição, o Conde de Bagnuolo, que se encontrava em Filipéia, ordenou que se queimassem as casas e os estoques de açúcar e de pau-brasil, para não deixar espólios ao vencedor, e ordenou ainda que os ocupantes do forte do Viradouro levassem quantos canhões pudessem carregar e se retirassem para o interior para montar uma resistência. Dadas as ordens, partiu para Pernambuco com suas tropas. Antonio Albuquerque e suas companhias incendiaram três navios e dois armazéns carregados de açúcar e partiram para o interior. No dia 24, véspera de Natal do ano de 1634, os holandeses adentraram a cidade abandonada de Filipéia de Nossa Senhora das Neves.

## Família
Em cerca de 1650, se casou com a portuguesa D. Joana de Castelo Branco, filha de D. João de Castelo Branco e Catarina da Silva. Os filhos do casal foram:
1. Antonia de Albuquerque Castelo Branco (1652-1717). Casou-se com Brás Teles de Menezes.
2. Afonso de Albuquerque Maranhão (1654-1671).